# Meridià 171 a l'est
El meridià 171 a l'est de Greenwich és una línia de longitud que s'estén des del pol Nord travessant l'oceà Àrtic, Àsia, l'oceà Índic, l'oceà Antàrtic, Australàsia i l'Antàrtida fins al pol Sud.
El meridià 171 a l'est forma un cercle màxim amb el meridià 9 a l'oest. Com tots els altres meridians, la seva longitud correspon a una semicircumferència terrestre, uns 20.003,932 km. Al nivell de l'Equador, és a una distància del meridià de Greenwich de 19.036 km.

## De Pol a Pol
Començant en el pol Nord i dirigint-se cap al pol Sud, aquest meridià travessa:
| Coordenades                               | País, territori o mar   | Notes |
| ----------------------------------------- | ----------------------- | --- |
| 90° 0′ N, 171° 0′ E / 90.000°N,171.000°E  | Oceà Àrtic              | |
| 73° 41′ N, 171° 0′ E / 73.683°N,171.000°E | Mar de Sibèria Oriental | |
| 70° 5′ N, 171° 0′ E / 70.083°N,171.000°E  | Rússia                  | Districte autònom de Txukotka Krai de Kamtxatka — des de 62° 17′ N, 171° 0′ E / 62.283°N,171.000°E                                                                             |
| 60° 31′ N, 171° 0′ E / 60.517°N,171.000°E | Mar de Bering           | |
| 53° 30′ N, 171° 0′ E / 53.500°N,171.000°E | Oceà Pacífic            | Passa a l'est de l'illa de Mejit, Illes Marshall (a 10° 17′ N, 170° 53′ E / 10.283°N,170.883°E)                                                                                |
| 8° 53′ N, 171° 0′ E / 8.883°N,171.000°E   | Illes Marshall          | Atol de Maloelap |
| 8° 39′ N, 171° 0′ E / 8.650°N,171.000°E   | Oceà Pacífic            | Passa a l'oest de l'atol Aur, Illes Marshall (a 8° 13′ N, 171° 1′ E / 8.217°N,171.017°E) · Passa a l'oest de Majuro, Illes Marshall (a 7° 8′ N, 171° 2′ E / 7.133°N,171.033°E) |
| 43° 51′ S, 171° 0′ E / 43.850°S,171.000°E | Nova Zelanda            | Illa del Sud — passa a l'est de la ciutat d'Oamaru (a 45° 4′ N, 170° 58′ E / 45.067°N,170.967°E)                                                                               |
| 45° 5′ S, 171° 0′ E / 45.083°S,171.000°E  | Oceà Pacífic            | |
| 60° 0′ S, 171° 0′ E / 60.000°S,171.000°E  | Oceà Antàrtic           | |
| 77° 20′ S, 171° 0′ E / 77.333°S,171.000°E | Antàrtida               | Dependència de Ross, reclamat per Nova Zelanda |